# 第708人民掷弹兵师

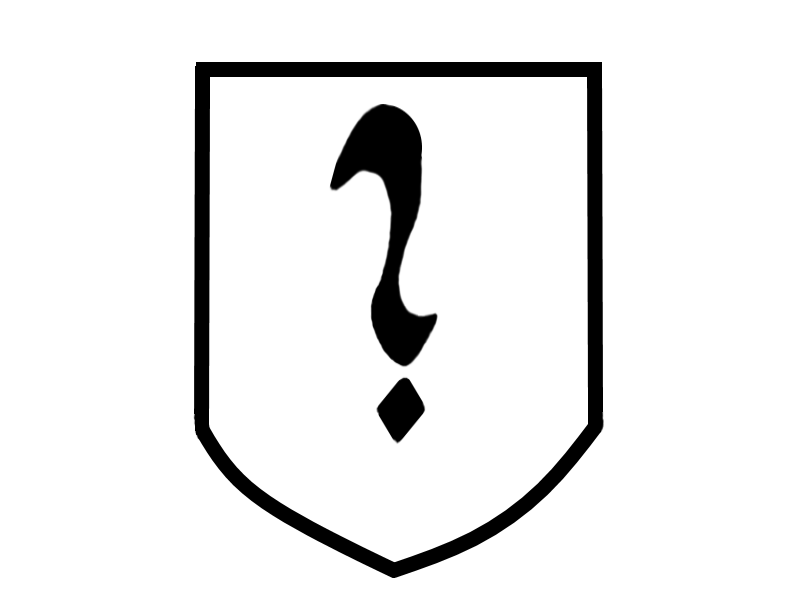
第708人民擲彈兵師徽章

第708人民掷弹兵师是德國國防軍的一個師，成立於1944年9月，该师接着被部署到捷克斯洛伐克，並抵御苏军的攻势。該師参加过北風行動，之后在科爾馬包圍戰中被消滅。